# Gabriel e a Montanha
Gabriel e a Montanha é um filme de drama brasileiro de 2017 dirigido por Fellipe Gamarano Barbosa, que também escreveu o roteiro em parceria com Lucas Paraizo e Kirill Mikhanovsky. Foi exibido pela primeira vez na Semaine de la Critique, seção do Festival de Cannes 2017; neste, conquistou o Prêmio Visionário France 4.
Protagonizado por João Pedro Zappa e Caroline Abras, conta a história de Gabriel Buchmann, um jovem que decide viajar pelo continente africano e escalar o Monte Mulanje.

## Elenco
- João Pedro Zappa - Gabriel Buchmann
- Caroline Abras - Cristina
- Luke Mpata
- John Goodluck
- Rashidi Athuman
- Leonard Siampala
- Rhosinah Sekeleti
- Alex Alembe

## Recepção
No agregador de críticas Rotten Tomatoes, que categoriza as opiniões apenas como positivas ou negativas, o filme tem um índice de aprovação de 83% calculado com base em 18 comentários dos críticos. Já no agregador Metacritic, com base em 9 opiniões de críticos que escrevem em maioria para a imprensa tradicional, o filme tem uma média aritmética ponderada de 68 entre 100, com a indicação de "revisões geralmente favoráveis." Isabela Boscov listou como um dos seus filmes favoritos de 2017.